# Saint-Pierre-lès-Elbeuf
Saint-Pierre-lès-Elbeuf is een gemeente in het Franse departement Seine-Maritime (regio Normandië) en telt 8417 inwoners (1999). De plaats maakt deel uit van het arrondissement Rouen.

## Geografie
De oppervlakte van Saint-Pierre-lès-Elbeuf bedraagt 6,4 km², de bevolkingsdichtheid is 1315,2 inwoners per km².
De onderstaande kaart toont de ligging van Saint-Pierre-lès-Elbeuf met de belangrijkste infrastructuur en aangrenzende gemeenten.

## Demografie
Onderstaande figuur toont het verloop van het inwonertal (bron: INSEE-tellingen).